# Мирно съвместно съществуване
Мирното съжителство (или мирно съвместно съществуване – като форма на продължаването на класовата борба) е теория, разработена и прилагана от Съветския съюз в различни точки по време на Студената война в контекста на уж марксистко-ленинската чуждестранна политика и е приета от държавите под влияние на СССР, заявявайки, че те биха могли да съжителстват в мир с „капиталистическия“ блок (т.е. не-комунистическите страни). Това е в противовес на принципа, че комунизмът и капитализмът никога не могат да съществуват в мир. Съветският съюз я прилага в отношенията между западния свят и по-специално, Съединените щати и страните от НАТО, и страните от Варшавския договор.

## Обща информация
Годините 1955 – 1956 не бележат края на двуполюсния свят, роден след Втората световна война. Те не са и краят на Студената война. Този междинен период, който извежда света от двублокова конфронтация към разведряване, се нарича „мирно съвместно съществуване“. То е едновременно нов вид отношения Изток – Запад и последица от „раждането на Третия свят“.
Първата, азиатска част на деколонизацията, е последвана от втора вълна – предимно африканска. През 1955 г. в Бандунг в отсъствието на Великите сили, неотдавна освободилите се от колониално владичество държави обявяват волята си за независимост и мирно съвместно съществуване, а през 1956 г. в Суец двете големи европейски колониални сили търпят дипломатическо поражение от държава от Близкия изток.
Третият свят провъзгласява желанието си към него да не се отнасят като с обект на международната политика. Така той усложнява и обогатява взаимоотношенията и съотношението на силите Изток – Запад. Малко по малко идеологическата конфронтация е заменена от икономическо съперничество, надпревара във въоръжаването и завладяване на Космоса. Идеологическото противопоставяне прави невъзможен истинския мир.
И между двата блока мирното съвместно съществуване триумфира, макар остри кризи като тези, които засягат стария полюс на напрежение – Берлин, и един нов – Куба, да бележат периода. Дори и в самите блокове се появяват линии на разделение, най-вече в Източния блок, където в резултат на десталинизацията кризи разтърсват Полша и Унгария, а в съветско-китайския съюз се появяват пукнатини. В Западния блок европейските страни, излезли от периода на възстановяване, започват да се стабилизират.

## МСС и неговите граници
Малко по малко двата блока си дават сметка, че техните отношения не водят непременно към открита война. Първите признаци на размразяване датират от смъртта на Сталин, но мирното съвместно съществуване е на дневен ред в доклада на Никита Хрушчов пред XX конгрес на Комунистическата партия на Съветския съюз (КПСС). Промяната на съветската външна политика проличава преди всичко през 1955 г. с подписването на мирния договор за Австрия и сдобряването на съветските ръководители с Тито. Десталинизацията става причина за пропукванията, които се появяват в Източния блок. В Западния блок е напът да се роди нов силов полюс в лицето на Общия пазар. Мирното съвместно съществуване обаче не означава край на напрежението. Между двата лагера Изток – Запад то заема мястото на Студената война.
В процеса на деколонизацията в Азия и Африка се появяват държави, които отказават да се равняват по Изтока или по Запада и искат да живеят в мир. Това е Третият свят – едно ново действащо лице, което смущава биполярната схема. От друга страна, заплахата с унищожение, която крият ядрените оръжия, вече не е монопол на една-единствена сила.
По отношение на световното равновесие Суецката криза, както и тази в Унгария, доказват, че двете свръхсили предпочитат да избегнат сблъсъка. Съветските ръководители и особено Никита Хрушчов по-бързо адаптират политиката си към това развитие от американците. В доклада си пред Върховния съвет на 31 октомври 1959 г. Хрушчов изоставя схващането за неизбежен военен сблъсък между капиталистическата и комунистическата система. Макар победата на комунизма да си остава дългосрочната цел, съперничеството трябва да се ограничи в икономическата и идеологическата област.
По времето на мирното съвместно съществуване (между 1955 и 1962 г.) се променя стилът на дипломатическите отношения: съветските ръководители правят многобройни посещения в чужбина. Хрушчов се среща с Айзенхауер в Съединените щати през септември 1959 г., с Дьо Гол във Франция през март 1960 г., с Кенеди във Виена през юни 1961 г. Той дава превес на икономическото съперничество със Съединените щати, като предсказва, че през 1980 г. Съветският съюз ще е изпреварил далеч САЩ в производството. Победата на комунизма трябва да се осъществи в икономическата област.

## Равновесието на ужаса
Съветската дипломация умее да извлича полза от ядреното разубеждаване, като по време на Суецката криза размахва срещу Франция и Великобритания заплахата от ядрен удар и като всява страх у САЩ с успехите си в космоса.

### Съветският успех в космоса
Извеждането на първия изкуствен спътник на Земята – „Спутник“ – от Съветския съюз на 4 октомври 1957 г. и първият полет на човек в космоса, руснака Юрий Гагарин, са научни подвизи и като че ли доказват, че СССР разполага с ракети с голям обсег, които могат да достигнат до САЩ. Последните си дават сметка, че изостават – missile gap. Те решават да положат гигантски усилия, за да преодолеят изоставането си. На 25 май 1961 г. президентът Джон Ф. Кенеди приема предизвикателството и иска от Конгреса средства за овладяване на космоса. Това е началото на нова надпревара във въоръжаването, целта на която е не унищожаване на неприятеля, а запазването на превъзходство.

### Новата американска стратегия
Съединените щати променят стратегията си. Кенеди потвърждава решителността на САЩ да защитават свободния свят. Тази стратегия включва притежаването на пълна гама оръжия и преди всичко засилване на американските конвенционални сили, които стават по-мобилни, а що се отнася до ядрената област – разработват се нови средства за отговор като ракетите „Поларис“.
Стратегията се съпътства от дълбоко реформиране на американското министерство на отбраната, Пентагона, в посока на централизиране на върховното командване. Въпреки тревогата на американците за missile gap СССР в действителност е много изостанал от САЩ в надпреварата за стратегически оръжия.

### Първите преговори за разоръжаване
Другата последица от равновесието на ужаса е активизирането в областта на разоръжаването. Съветският съюз се изявява като радетел за разоръжаването и подкрепя идеята за превръщането на Централна Европа в безядрена зона (1957 – 1958) и обявява мораториум върху ядрените опити.
На среща на високо равнище във Виена (3 – 4 юни 1961) Хрушчов иска от Кенеди преговорите за ядрени опити да бъдат поставени в по-общите рамки на разоръжаването.